# Tubular Bells II (video)
Tubular Bells II – The Performance Live at Edinburgh Castle je videozáznam z koncertu britského multiinstrumentalisty Mika Oldfielda. Video bylo vydáno na VHS a laserdiscu v roce 1992, na DVD potom vyšlo ve společném balení s koncertním videem Tubular Bells III v roce 1999.
Koncert, ze kterého byl pořízen videozáznam vydaný v říjnu 1992 se odehrál na edinburském hradě 4. září téhož roku (zatímco na albu byl konferenciérem Alan Rickman, na koncertě jím byl John Gordon Sinclair). Byla to světová premiéra tehdy vydaného Oldfieldova alba Tubular Bells II, další koncerty byly uspořádány v rámci menšího turné v roce 1993. Videozáznam obsahuje celý koncert (kompletní Tubular Bells II a krátký přídavek – zopakování finále první části alba).

## Seznam skladeb
1. „Sentinel“ (Oldfield)
2. „Dark Star“ (Oldfield)
3. „Clear Light“ (Oldfield)
4. „Blue Saloon“ (Oldfield)
5. „Sunjammer“ (Oldfield)
6. „Red Dawn“ (Oldfield)
7. „The Bell“ (Oldfield)
8. „Weightless“ (Oldfield)
9. „The Great Plain“ (Oldfield)
10. „Sunset Door“ (Oldfield)
11. „Tattoo“ (Oldfield)
12. „Altered State“ (Oldfield)
13. „Maya Gold“ (Oldfield)
14. „Moonshine“ (Oldfield)
15. „The Bell (Reprise)“ (Oldfield)

## Obsazení
- Mike Oldfield – elektrická kytara, akustická kytara, klasická kytara, banjo, klávesy, trubicové zvony, zpěv
- Hugh Burns, Alan Limbrick, Jay Stapley – kytary
- Craig Pruess, Richard Cottle, Dave Hartley – klávesy
- Adrian Thomas – programování
- Yitkin Seow – piano
- Laurence Cottle – basová kytara
- Ian Thomas – bicí
- Ben Hoffnung, Alasdair Malloy – perkuse
- John Parricelli – mandolína, kytara
- Pete Clarke – housle
- Jerry McKenna – banjo
- Eddie Lehman, Susannah Melvoin, Jackie Quinn, Linda Taylor – zpěv, vokály
- John Gordon Sinclair – konferenciér
- Robin Smith – dirigent
- The Royal Scots Dragoon Guards Pipes and Drums – dudy a bubny